# Coleophora ballotella
Coleophora ballotella is een vlinder uit de familie kokermotten (Coleophoridae). De wetenschappelijke naam is voor het eerst geldig gepubliceerd in 1839 door Fischer v. Roslerstamm.
De soort komt voor in Europa.